# Отважный (канонерская лодка)
«Отважный» — мореходная канонерская лодка Российского императорского флота типа «Грозящий».

## Служба на флоте
- 1 февраля 1892 — Переквалифицирована из броненосной в мореходную канонерскую лодку.
- 1894 — Переведена с Балтики в эскадру Средиземного моря, а потом на Дальний Восток.
- 3-23 июня 1900 — Участвовала во взятии порта Инкоу (Ньючжуань) при подавлении «Боксёрского» восстания в Китае
- 20 декабря 1904 — Затоплена экипажем накануне сдачи крепости Порт-Артур в бухте Белого Волка (командир — капитан 2-го ранга Лазарев).

## Командиры
- хх.хх.1892—хх.хх.1893 капитан 2-го ранга Гаупт, Николай Александрович
- 30.09.1894—хх.хх.1895 капитан 2-го ранга Родионов, Александр Ростиславович
- 13.11.1895—06.12.1896 капитан 2-го ранга Радлов, Отто Леонидович
- 26.01.1896—25.02.1896 капитан 2-го ранга Дабич, Николай Дмитриевич
- 06.12.1898—24.08.1900 капитан 2-го ранга Клапье де Колонг, Константин Константинович
- 24.08.1900—хх.хх.1901 капитан 2-го ранга Брусилов, Лев Алексеевич
- 06.12.1901—14.10.1902 капитан 2-го ранга Васильев, Михаил Петрович
- хх.хх.1902—06.10.1903 капитан 2-го ранга Ержикович, Владислав Константинович
- 06.10.1903—08.03.1904 капитан 2-го ранга Давыдов, Александр Васильевич (принял 25.10.1903)
- 08.03.1904—22.05.1904 капитан 2-го ранга Лебедев, Александр Васильевич
- 22.05.1904—xx.12.1904 капитан 2-го ранга Лазарев, Андрей Максимович

## Известные люди, служившие на корабле
- Иванов, Модест Васильевич
- Гернет, Евгений Сергеевич
- Клапье де Колонг, Константин Константинович
- Львов, Николай Георгиевич
- Долгобородов, Сергей Степанович